# Honorius II van Monaco
Honorius II Grimaldi (24 december 1597 - 10 januari 1662) was vanaf 1604 heer en later vorst van Monaco, tot aan zijn dood. Hij was een zoon van Hercules van Monaco en Maria Landi.
Op 29 november 1604 werd zijn vader vermoord; Honorius volgde hem op, nog geen zeven jaar oud, onder regentschap van zijn oom, Federico Landi, prins van Val di Taro. Landi was een bondgenoot en vriend van Spanje en liet het land in 1605 feitelijk bezetten door de Spanjaarden. Het werd de Monegasken verboden een wapen te dragen en de jonge prins werd met zijn twee zusters naar Milaan overgebracht. De Raad van Monaco, een soort parlement, probeerde in 1607 de Spaanse macht in te perken, maar Monaco bleef nog tot 1614 bezet, en bleef ook daarna nog onder sterke Spaanse invloed.
Vanaf 1612 ondertekende de jonge vorst zijn briefwisseling met de Spaanse regering met vorst van Monaco. Pas in 1633 erkende Spanje Honorius als soeverein prins. Tegelijkertijd kreeg het land muntrecht.
Na zijn meerderjarigheid begon Honorius steeds meer kritiek te uiten op de Spanjaarden. Hij zocht hiertoe steun bij Frankrijk en vond gehoor bij koning Lodewijk XIII. Het gevolg was het Verdrag van Péronne, waarmee een eind kwam aan de Spaanse heerschappij en Monaco zich onder Franse protectie plaatste. Frankrijk erkende en garandeerde de Monegaskische soevereiniteit. Als gevolg van dit verdrag verloor Honorius zijn Spaanse en Italiaanse gebieden, maar werd schadeloos gesteld met het markgraafschap (markiezaat) Les Baux en de titel hertog van Valentinois.
Honorius werd door Federico Landi uitgehuwelijkt aan Ippolita Trivulzio, de zuster van zijn zwager. Zij kregen één zoon, Hercules, die in 1651 omkwam door een ongeluk met een vuurwapen. Hercules' zoon Lodewijk I zou in 1662 Honorius opvolgen.
- Hercules de Grimaldi (1623 - 2 augustus 1651) trouwde op 4 juli 1641 met Aurelia Spinola (overleden 1670)

Kleinkinderen:
- - Lodewijk I van Monaco (1642-1701)
  - Marie Hippolyte (8 mei 1644 - 8 oktober 1694)
  - Jeanne Marie (4 juni 1645)
  - Thérèse Marie  (4 september 1648 - 20 juli 1723)

Reinier I · Karel I, Anton, Reinier II en Gabriël · Lodewijk en Jan I · Lodewijk · Ambrosius en Jan I · Jan I · Catalanus · Claudine · Lambert · Jan II · Lucianus · Augustinus · Honorius I · Karel II · Hercules · Honorius II · Lodewijk I · Anton I · Louise Hippolyte · Jacobus I · Honorius III · Honorius IV · Honorius V · Florestan I · Karel III · Albert I · Lodewijk II · Reinier III · Albert II